# Danick Martel
Danick Martel, född 12 december 1994, är en kanadensisk professionell ishockeyforward som är kontrakterad till Philadelphia Flyers i National Hockey League (NHL) och spelar för deras primära samarbetspartner Lehigh Valley Phantoms i American Hockey League (AHL). Han har tidigare spelat på lägre nivå för Armada de Blainville-Boisbriand i Ligue de hockey junior majeur du Québec (LHJMQ).
Martel blev aldrig draftad.

## Statistik
| 2010–2011    | Cantonniers de Magog            | LHMAAAQ      | 41  | 10 | 8   | 18  | 60  | 13 | 7  | 4 | 11 | 8  |
| 2011–2012    | Cantonniers de Magog            | LHMAAAQ      | 41  | 23 | 29  | 52  | 83  | 7  | 6  | 3 | 9  | 10 |
|              | Armada de Blainville-Boisbriand | LHJMQ        | 1   | 0  | 0   | 0   | 0   | —  | —  | — | —  | —  |
| 2012–2013    | Armada de Blainville-Boisbriand | LHJMQ        | 68  | 19 | 22  | 41  | 50  | 15 | 3  | 4 | 7  | 16 |
| 2013–2014    | Armada de Blainville-Boisbriand | LHJMQ        | 63  | 32 | 28  | 60  | 42  | 11 | 8  | 1 | 9  | 8  |
| 2014–2015    | Armada de Blainville-Boisbriand | LHJMQ        | 64  | 48 | 54  | 102 | 85  | 6  | 4  | 3 | 7  | 8  |
|              | Lehigh Valley Phantoms          | AHL          | 5   | 1  | 2   | 3   | 4   | —  | —  | — | —  | —  |
| 2015–2016    | Lehigh Valley Phantoms          | AHL          | 67  | 22 | 15  | 37  | 68  | —  | —  | — | —  | —  |
| 2016–2017    | Lehigh Valley Phantoms          | AHL          | 68  | 20 | 20  | 40  | 67  | 5  | 1  | 0 | 1  | 4  |
| 2017–2018    | Philadelphia Flyers             | NHL          | 1   | 0  | 0   | 0   | 0   | —  | —  | — | —  | —  |
|              | Lehigh Valley Phantoms          | AHL          | 17  | 14 | 5   | 19  | 14  | —  | —  | — | —  | —  |
| NHL totalt   | NHL totalt                      | NHL totalt   | 1   | 0  | 0   | 0   | 0   | —  | —  | — | —  | —  |
| AHL totalt   | AHL totalt                      | AHL totalt   | 157 | 57 | 42  | 99  | 153 | 5  | 1  | 0 | 1  | 4  |
| LHJMQ totalt | LHJMQ totalt                    | LHJMQ totalt | 196 | 99 | 104 | 203 | 177 | 32 | 15 | 8 | 23 | 32 |